# Molboløb
Molboløb er et motionsløb, der blev stiftet af SNIK (Søllerød/Nærum idrætsklub) i 1960 efter ide fra Jørgen Bak. Det afholdes ugentligt 10 uger i træk fra januar til marts.
Bak havde deltaget i et arrangement, hvor der blev løbet orienteringsløb med indlagte spørgsmål. Arrangementet han deltog i, blev afviklet på Fuglsø Centeret som ligger smukt for foden af Mols bjerge. Derved var navnet "Molboløb" givet.
Løbet blev afholdt første gang i 1960 af SNIK - og siden 1996 af Søllerød Orienterings klub som da blev udskilt fra SNIK. Løbene afvikles i årets første 3 måneder og er en form for orienteringsløb, hvor der dystes på tid og paratviden. I folkemunde kaldes løbet også "De 10 søndage i januar".[kilde mangler] Mere end 350 deltager næsten hver søndag[kilde mangler]
I starten af 2006 lykkedes det at få en række aftaler i stand om sponsorpræmier fra forskellige firmaer.
Løbet har derfor kunne indføre en række lodtrækningspræmier, som bliver udtrukket blandt alle de tilstedeværende løbere, der har kvalificeret sig til finaleløbet.
De bliver udtrukket i forbindelse med præmieoverrækkelsen efter det 10. løb.
Hovedpræmien gives hvert år til den samlede vinder, som tituleres "Overmolbo". Vinderen er den som opnår flest point i sæsonen.